# Peter Mahovlich
Peter Mahovlich (né le 10 octobre 1946 à Timmins en Ontario au Canada) est un joueur professionnel de hockey sur glace devenu entraîneur.

## Biographie
Mahovlich fut choisi en deuxième position du repêchage amateur de la LNH 1963 par les Red Wings de Détroit. Il joua pour ces derniers à deux reprises, pour les Canadiens de Montréal et les Penguins de Pittsburgh dans la Ligue nationale de hockey ; il joua son hockey junior chez les Red Wings de Hamilton de l'Association de hockey de l'Ontario, aujourd'hui devenue la Ligue de hockey de l'Ontario.
Il fut un important contributeur chez les Canadiens lors de leurs conquêtes de la Coupe Stanley de 1971, 1973, 1976 et 1977, avant d'être échangé aux Penguins. Il connut sa meilleure saison comme buteur en 1970-1971, marquant 35 fois en saison et 10 autres fois en séries, aidant les Canadiens négligés à remporter la Coupe Stanley; en ce qui concerne les points, il fut à son meilleur en 1974-1975 avec 117, alors qu'il était membre d'une brigade offensive dévastatrice chez le Canadien avec Guy Lafleur, Jacques Lemaire, Yvan Cournoyer, Steve Shutt et Bob Gainey. Il brisa de nouveau la marque des 100 points la saison suivante, avec 105.
Il cumula 288 buts et 485 passes pour 773 points en 884 matches. Il prit part à la Série du siècle de 1972 et à la Coupe Canada de 1976. À la suite de sa retraite comme joueur, Mahovlich fut entraîneur-chef pour quelques clubs de ligues mineures; il est actuellement dépisteur chez les Thrashers d'Atlanta.

## Parenté dans le sport
- Frère de l'ancien joueur de hockey et sénateur canadien, Frank Mahovlich.

- Oncle du joueur de hockey Josh Anderson

## Statistiques
| Saison     | Équipe                    | Ligue      |     | Saison régulière | Saison régulière | Saison régulière | Saison régulière | Saison régulière |    | Séries éliminatoires | Séries éliminatoires | Séries éliminatoires | Séries éliminatoires | Séries éliminatoires |
| Saison     | Équipe                    | Ligue      | PJ  | B                | A                | Pts              | Pun              | PJ               | B  | A                    | Pts                  | Pun                  |                      |                      |
| 1963-1964  | Red Wings de Hamilton     | OHA        | 54  | 20               | 27               | 47               | 0                |                  |    |                      |                      |                      |                      |                      |
| 1964-1965  | Red Wings de Hamilton     | OHA        | 55  | 20               | 35               | 55               | 0                |                  |    |                      |                      |                      |                      |                      |
| 1965-1966  | Red Wings de Hamilton     | OHA        | 46  | 14               | 22               | 36               | 121              |                  |    |                      |                      |                      |                      |                      |
| 1965-1966  | Red Wings de Détroit      | LNH        | 3   | 0                | 1                | 1                | 0                | --               | -- | --                   | --                   | --                   |                      |                      |
| 1965-1966  | Hornets de Pittsburgh     | LAH        | 18  | 4                | 7                | 11               | 37               | 9                | 0  | 0                    | 0                    | 2                    |                      |                      |
| 1966-1967  | Red Wings de Détroit      | LNH        | 34  | 1                | 3                | 4                | 16               | --               | -- | --                   | --                   | --                   |                      |                      |
| 1967-1968  | Wings de Fort Worth       | CPHL       | 42  | 20               | 14               | 34               | 103              | --               | -- | --                   | --                   | --                   |                      |                      |
| 1967-1968  | Red Wings de Détroit      | LNH        | 15  | 6                | 4                | 10               | 13               | --               | -- | --                   | --                   | --                   |                      |                      |
| 1968-1969  | Wings de Fort Worth       | CHL        | 34  | 19               | 17               | 36               | 54               |                  |    |                      |                      |                      |                      |                      |
| 1968-1969  | Red Wings de Détroit      | LNH        | 30  | 2                | 2                | 4                | 21               |                  |    |                      |                      |                      |                      |                      |
| 1969-1970  | Voyageurs de Montréal     | LAH        | 31  | 21               | 19               | 40               | 77               | --               | -- | --                   | --                   | --                   |                      |                      |
| 1969-1970  | Canadiens de Montréal     | LNH        | 36  | 9                | 8                | 17               | 51               | --               | -- | --                   | --                   | --                   |                      |                      |
| 1970-1971  | Canadiens de Montréal     | LNH        | 78  | 35               | 26               | 61               | 181              | 20               | 10 | 6                    | 16                   | 43                   |                      |                      |
| 1971-1972  | Canadiens de Montréal     | LNH        | 75  | 35               | 32               | 67               | 103              | 6                | 0  | 2                    | 2                    | 12                   |                      |                      |
| 1972-1973  | Canadiens de Montréal     | LNH        | 61  | 21               | 38               | 59               | 49               | 17               | 4  | 9                    | 13                   | 22                   |                      |                      |
| 1973-1974  | Canadiens de Montréal     | LNH        | 78  | 36               | 37               | 73               | 122              | 6                | 2  | 1                    | 3                    | 4                    |                      |                      |
| 1974-1975  | Canadiens de Montréal     | LNH        | 80  | 35               | 82               | 117              | 64               | 11               | 6  | 10                   | 16                   | 10                   |                      |                      |
| 1975-1976  | Canadiens de Montréal     | LNH        | 80  | 34               | 71               | 105              | 76               | 13               | 4  | 8                    | 12                   | 24                   |                      |                      |
| 1976-1977  | Canadiens de Montréal     | LNH        | 76  | 15               | 47               | 62               | 45               | 13               | 4  | 5                    | 9                    | 19                   |                      |                      |
| 1977-1978  | Canadiens de Montréal     | LNH        | 17  | 3                | 5                | 8                | 4                | --               | -- | --                   | --                   | --                   |                      |                      |
| 1977-1978  | Penguins de Pittsburgh    | LNH        | 57  | 25               | 36               | 61               | 37               | --               | -- | --                   | --                   | --                   |                      |                      |
| 1978-1979  | Penguins de Pittsburgh    | LNH        | 60  | 14               | 39               | 53               | 39               | 2                | 0  | 1                    | 1                    | 0                    |                      |                      |
| 1979-1980  | Red Wings de Détroit      | LNH        | 80  | 16               | 50               | 66               | 69               | --               | -- | --                   | --                   | --                   |                      |                      |
| 1980-1981  | Red Wings de l'Adirondack | LAH        | 37  | 18               | 18               | 36               | 49               | 18               | 1  | 18                   | 19                   | 23                   |                      |                      |
| 1980-1981  | Red Wings de Détroit      | LNH        | 24  | 1                | 4                | 5                | 26               | --               | -- | --                   | --                   | --                   |                      |                      |
| 1981-1982  | Red Wings de l'Adirondack | LAH        | 80  | 22               | 45               | 67               | 71               | 4                | 2  | 1                    | 3                    | 2                    |                      |                      |
| 1985-1986  | Goaldiggers de Toledo     | LIH        | 23  | 4                | 10               | 14               | 50               | --               | -- | --                   | --                   | --                   |                      |                      |
| Totaux LNH | Totaux LNH                | Totaux LNH | 884 | 288              | 485              | 773              | 916              | 88               | 30 | 42                   | 72                   | 134                  |                      |                      |

## Trophées
- Coupe Calder en 1966-1967, 1981
- Coupe Stanley en 1970-1971, 1972-1973, 1975-1976, 1976-1977
- Match des étoiles en 1970-1971, 1975-1976

## Transactions
- Le 6 juin 1969 : échangé aux Canadiens de Montréal par les Red Wings de Détroit avec Bart Crashley en retour de Garry Monahan et Doug Piper.
- Le 29 novembre 1977 : échangé aux Penguins de Pittsburgh par les Canadiens de Montréal avec Peter Lee en retour de Pierre Larouche et des considérations futures (Peter Marsh le 15 décembre 1977).
- Le 3 août 1979 : échangé aux Red Wings de Détroit par les Penguins de Pittsburgh en retour de Nick Libett.